# 拂菻罽婆

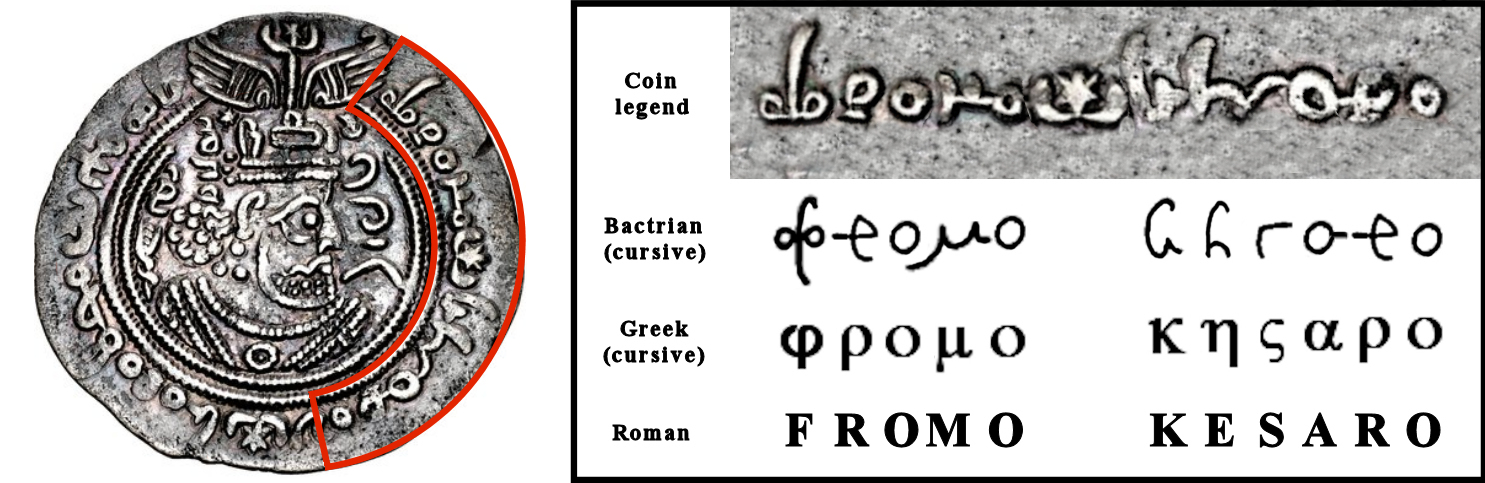
铸币上的“拂菻罽婆”（ϕρoµo κησαρo），与希腊文字和拉丁文字相对应。名字后面的最后一个“υ”是希腊语属格，即“Of...”

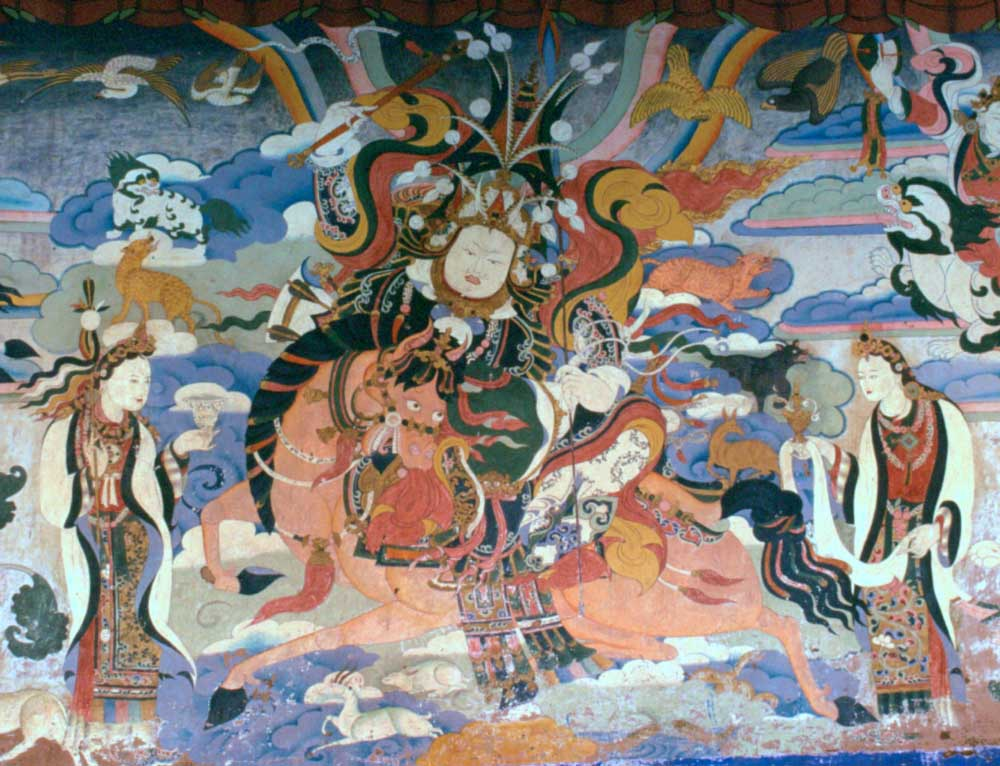
拂菻罽婆在一幅描绘格萨尔王藏传史诗的壁画中

拂菻罽婆（意为罗马恺撒，?—?），是唐代罽宾国王。罽宾源于西突厥或混合的西突厥-嚈哒血统，在7至9世纪统治着从喀布尔和迦毕试到犍陀罗。拂菻罽娑，拂菻是唐朝对东罗马帝国的称呼。

## 罗马恺撒名字的由来
从719年起，烏散特勤灑成为罽宾的国王。他在739年退位，传位给他的儿子拂菻罽婆。“拂菻罽婆”这个名字可能是“罗马恺撒”的对音，以纪念“恺撒”，这是当时东罗马皇帝利奥三世的头衔。利奥三世在717年击败了罗马和罽宾共同的敌人阿拉伯帝国。719年，利奥三世派使节穿越中亚，抵达中国。中国史料记载，开元七年（719年）正月，拂菻王派吐火罗的大首灵，进贡狮子和羚羊，各两只。几个月后，他又派大德僧来朝廷进贡。

## 738年、739年被唐朝授职
罽宾是中国唐朝的藩属国，经常派使者朝贡。公元738年，烏散特勤灑请求退位，让位给他的儿子拂菻罽婆。这些事件都记载在中国史籍上《册府元龟》上。
In the 27th year（唐玄宗开元）二十七年（739年），其王烏散特勒灑以年老，上表請以子（以嫡子）拂菻罽婆嗣位，許之，仍降使冊命。——《冊府元龜·卷964》

## 与阿拉伯的冲突
喀布里斯坦是罽宾领域的中心地带，有时包括扎布里斯坦和健馱邏國。他们的一些铸币是在犍陀罗东部的罽宾冬都洪德（乌达班达普拉）铸造的。在他们的统治期间，罽宾与阿拉伯阿拔斯王朝的东扩不断发生冲突。大约650年，阿拉伯从西边进攻罽宾领土，并占领了喀布尔。但罽宾能够发动反攻并击退阿拉伯，夺回喀布尔和扎布里斯坦（加兹尼附近），以及远至坎大哈的阿拉霍西亚地区。阿拉伯在697-698年占领喀布尔和扎布里斯坦时失败，阿拉伯将军Yazid ibn Ziyad在战争中丧生。
拂菻罽婆似乎与阿拉伯进行了激烈的战斗。阿拉伯被迫向拂菻罽婆致敬，因为萨珊式银币和阿拉伯总督的硬币边缘的巴克特里亚语文字中描述了他对阿拉伯的胜利：
正面: 
背面:

拂菻罽婆，雄伟的君主，击败阿拉伯并向[对他们征税]。——拂菻罽婆硬币
拂菻罽婆对阿拉伯的胜利，或许造就了西藏史诗格萨尔王的传奇。

## 继任
745年，拂菻罽婆向中国朝廷请求退位，让位给他的儿子勃匐准（他的名字只在中国史料中记载）。这些事件载入中国史书《旧唐书》和《唐会要》 。
天宝四年（745年），又册其子勃匐准为袭罽宾及乌苌国王，仍授左骁卫将军——《旧唐书·卷198》
拂菻罽婆在9世纪后期削弱了对抗阿拉伯的力量。坎大哈、喀布尔和扎布尔并入阿拉伯帝国，印度沙希接管了犍陀罗。在大约850年，喀布尔的最后一位沙希统治者Lagaturman被可能名为Vakkadeva的婆罗门废黜，标志着佛教的突厥沙希王朝的结束，以及喀布尔印度沙希王朝的开始。